# Miria (Mali)
Miria é uma comuna rural do sul do Mali da circunscrição de Sicasso e região de Sicasso. Segundo censo de 1998, havia 7 798 residentes, enquanto segundo o de 2009, havia 8 226. A comuna inclui 5 vilas, das quais Dumanani é sua sede.